# Baloi jezik
Baloi jezik (ISO 639-3: biz; baato baloi, boloi, loi, rebu), nigersko-kongoanski jezik iz Demokratske Republike Kongo, kojim govori oko 20 000 ljudi (2002) u provinciji Equateur.
Srodni su mu jezici likila [lie] i ndobo [ndw] s kojima pripada užem skupu ngiri, podskupina bangi-ntomba (C.40) i sjeverozapadnim bantu jezicima u zoni C. Ima četiri dijalekta: loi, dzamba (jamba), makutu, mampoko.

## Vanjske poveznice
- Ethnologue (14th)
- Ethnologue (15th)